# Équipe de France masculine de basket-ball des moins de 19 ans
Actualités
L'équipe de France de basket-ball des 19 ans et moins est la sélection des meilleurs joueurs français de 19 ans et moins. Elle est placée sous l'égide de la Fédération Française de Basket-Ball. Le terme 19 ans et moins a remplacé la catégorie Junior.
Cette sélection participe tous les deux ans à la coupe du monde des 19 ans et moins.

## Palmarès
- Championnat du monde des moins de 19 ans :
  -  Médaille d'argent (2) : 2021 et 2023.
  -  Médaille de bronze (2) : 2007 et 2019.

## Parcours aux Championnats du monde
| Année | Génération | Championnat du Monde | Championnat du Monde | Championnat du Monde | Championnat du Monde      | Entraîneur      | Eurobasket U18 |
| Année | Génération | Lieu                 | Classement           | V-D (%V)             | Meilleur marqueur (ppm)   | Entraîneur      | Eurobasket U18 |
| ----- | ---------- | -------------------- | -------------------- | -------------------- | ------------------------- | --------------- | -------------- |
| 1979  | 1960       | Salvador de Bahia    | Non qualifié         | Non qualifié         | Non qualifié              | Non qualifié    | 9e (1978)      |
| 1983  | 1964       | Palma de Majorque    | Non qualifié         | Non qualifié         | Non qualifié              | Non qualifié    | 10e (1982)     |
| 1987  | 1968       | Bormio               | Non qualifié         | Non qualifié         | Non qualifié              | Non qualifié    | 10e (1986)     |
| 1991  | 1972       | Edmonton             | Non qualifié         | Non qualifié         | Non qualifié              | Non qualifié    | 7e (1990)      |
| 1995  | 1976       | Athènes              | 8e                   | 3 - 5 (38%)          | Fabien Dubos (11,5)       |                 | 5e (1994)      |
| 1999  | 1980       | Lisbonne             | Non qualifié         | Non qualifié         | Non qualifié              | Non qualifié    | 10e (1998)     |
| 2003  | 1984       | Thessalonique        | Non qualifié         | Non qualifié         | Non qualifié              | Non qualifié    | 7e (2002)      |
| 2007  | 1988       | Novi Sad             | 3e                   | 6-3 (67%)            | Edwin Jackson (13,8)      |                 | 1er (2006)     |
| 2009  | 1990       | Auckland             | 8e                   | 3-6 (33%)            | Christophe Léonard (15,8) | Richard Billant | 2e (2008)      |
| 2011  | 1992       | Riga                 | Non qualifié         | Non qualifié         | Non qualifié              | Non qualifié    | 7e (2010)      |
| 2013  | 1994       | Prague               | Non qualifié         | Non qualifié         | Non qualifié              | Non qualifié    | 13e (2012)     |
| 2015  | 1996       | Héraklion            | Non qualifié         | Non qualifié         | Non qualifié              | Non qualifié    | 9e (2014)      |
| 2017  | 1998       | Le Caire             | 7e                   | 5-2 (71%)            | Killian Tillie (12,4)     | Hervé Coudray   | 1er (2016)     |
| 2019  | 2000       | Heraklion            | 3e                   | 5-2 (71%)            | Joël Ayayi (20,9)         | Frédéric Crapez | 3e (2018)      |
| 2021  | 2002       | Riga/ Daugavpils     | 2e                   | 5-2 (71%)            | Victor Wembanyama (14,0)  | Frédéric Crapez | -              |
| 2023  | 2004       | Debrecen             | 2e                   | 5-2 (71%)            | Melvin Ajinça (19,3)      | Lamine Kebe     | 5e (2022)      |
| 2025  | 2006       | Lausanne             | 10e                  | 3-3 (50%)            |                           | Ruddy Nelhomme  | (2024)         |